# Aeroportul Municipal Cushing
Aeroportul Municipal Cushing (IATA: CUH, ICAO: KCUH, FAA LID: CUH) este un aeroport din Oklahoma, Statele Unite ale Americii ce deservește zona Cushing⁠(d). A fost numit după zona deservită.
Situat la o altitudine de 282 m, aeroportul dispune de 4 piste.

## Infrastructură

### Piste
Aeroportul dispune de 4 piste: 
- pista 02/20 din Iarbă, cu dimensiunile 2.650 picioare × 60 picioare
- pista 08/26 din Iarbă, cu dimensiunile 2.700 picioare × 40 picioare
- pista 11/29 din Iarbă, cu dimensiunile 2.500 picioare × 50 picioare
- pista 18/36 din beton, cu dimensiunile 5.201 picioare × 100 picioare